# Marc Acardipane
Marc Acardipane, pseudonimo di Marc Trauner (Francoforte sul Meno, 7 aprile 1969), è un disc jockey e produttore discografico tedesco.

## Carriera
Ha cofondato l'etichetta discografica hardcore Planet Core Productions (PCP).
Dal 1989 al 1996, la Planet Core Production ha pubblicato più di 500 titoli, di cui 300 di Acardipane. Nella sua carriera ha prodotto sotto svariati pseudonimi ed è considerato tra gli inventori del genere 'hardcore col brano We Have Arrived, pubblicato dalla PCP e successivamente dalla Industrial Strength Records poi.
Suoi sono anche altri singoli hardcore di successo, quali 6 Million Ways to Die, Atmos-Fear, Apocalyspe Never, Stereo Murder e I Like it Loud coi quali ottiene grande successo soprattutto in Belgio e nei Paesi Bassi e che gli fanno ottenere diversi dischi d'oro.
In seguito firma un contratto con la Sony Music e pubblica una serie di compilation techno, come Frankfurt Trax e E-Resident che ottengono grande successo in Germania.
Nel 2006 pubblica la raccolta di successi Best of Marc Acardipane (1989-1998) suddiviso in due volumi.

## Discografia
- 1990 - Mescalium United - We Have Arrived
- 1993 - Rave Creator - Bleep Blaster
- 1993 - Ace the Space - Nine Is a Classic
- 1994 - Masters of Rave - Are You With Me?
- 1994 - Leathernecks - At War
- 1994 - Smash - Korreckte Atmosphere (ist diese Bassdrum korreckt?)
- 1994 - Turbulence 'n Terrorists - Six Million Ways to Die
- 1994 - 6Pack - Drunken Piece of Shit
- 1994 - Rave Creator & The Mover - Atmos-Fear
- 1995 - Nasty Django - Hardcore Motherfucker
- 1995 - Inferno Bros. - Slaves to the Rave
- 1995 - Marshall Masters - Stereo Murder (Don't Touch that Stereo)
- 1996 - Nasty Django & Cirillo - Deal with Beats
- 1996 - Pilldriver - Pitchhiker
- 1996 - Rave Creator - A New Mind
- 1997 - Rave Creator - Into Sound
- 1997 - Pilldriver - Apocalypse Never
- 1997 - Marshall Masters - I Like it Loud
- 2002 - Marshall Masters feat. Dick Rules - I Like it Loud 2002
- 2003 - Scooter vs Marc Acardipane & Dick Rules - Maria (I Like it Loud)
- 2005 - Stereo Killa (con The Prophet)
- 2006 - Best of Marc Acardipane (1989-1998)